# Оку Хіроя
Хіроя Оку (яп. 奥 浩哉 Oku Hiroya; нар. 16 вересня 1967) — японський манґака, який створив Gantz, Gigant, Hen та Inuyashiki.

## Біографія
Під псевдонімом Yahiro Kuon з дебютною роботою Hen виграв другий приз на Youth Manga Awards у 1988 році. Найвідоміша робота Gantz, видавалася з 19 грудня 2000 року до 20 червня 2013 року в журналі Weekly Young Jump.
Улюблений фільми: Матриця, Термінатор, Міцний горішок, Назад у майбутнє.

## Твори
- Hen (яп. 変,1995 — 1997) — складається з двох частин, на основі другої частини був створений аніме-серіал.
- Zero One («01»,1999 — 2000) — манґа складається з 3 томів, у яких розповідається про турнір з відеоігор.
- Gantz (яп. ガンツ, 2000 — 2013) — манґа розповідає про людей, які після смерті потрапили в смертельну гру, головна мета якої набирати бали вбиваючи прибульців. Складається з 37 томів, які розійшлися тиражем понад 20 мільйонів копій. На основі манґи були створені аніме-серіал та 3 фільми.
- Me~teru no Kimochi (2006 — 2007) — складається з 3 томів та розповідає про кохання хікікоморі до молодої мачухи, після загибелі батька.
- Inuyashiki (яп. いぬやしき, 2014 — 2017) — складається з 10 томів.
- Gigant (2017 — 2021) — розповідає про порноакторку Чіхо «Папіко» Йоханссон, яка отримує здатність виростати в гіганта, 10 томів.